# Marcelo Garcia
Marcelo 'Marcelinho' Garcia (n. 1983) es un artista marcial especializado en grappling y Jiu-jitsu brasileño. Es cinturón negro en dicha disciplina bajo Fábio Gurgel del Team Alliance.

## Biografía
Garcia cuenta con cuatro campeonatos mundiales en jiu-jitsu como cinturón negro en la categoría de peso medio, además de varios títulos en lucha de sumisión, incluyendo el prestigioso campeonato ADCC (Abu Dhabi Combat Club). 
En septiembre de 2008, abrió una academia de jiu-jitsu brasilero en Pembroke Pines, una ciudad del estado de Florida entre Miami y Ft. Lauderdale. Un año después, abrió otra en Nueva York, en donde dicta las clases personalmente.

### ADCC
Garcia ha ganado durante cuatro veces (tres consecutivas) la división de 66–76 kg de este torneo, el más grande en cuanto a lucha de sumisión.(2003/2005/2007/2011), a su vez que fue galardonado como el luchador más técnico en dos ocasiones (2003 y 2007) y ganó el rubro a la mejor lucha en 2005. En la categoría de peso abierto de este campeonato, se ha llevado el tercer lugar en 2005 y el segundo en 2007. En el ADCC de 2009, terminó en segundo lugar en su división al perder frente a Pablo Popovitch por puntos (3-1), a quien había vencido previamente en dos finales.

### Artes Marciales Mixtas
En el certamen K-1 HERO'S, celebrado en Corea del Sur en 2007, Garcia perdió en su debut como luchador de artes marciales mixtas (AMM) contra Dae Won Kim, a los veinte segundos del segundo round debido a un corte sobre su ojo que le impidió continuar en el combate.

## Campeonatos
- Campeón, ADCC 2003 división 66–76 kg
- Campeón, ADCC 2005 división 66–76 kg
- Campeón, ADCC 2007 división 66–76 kg
- Subcampeón, ADCC 2009 división 66–76 kg
- Campeón, ADCC 2011 división 66–76 kg
- Campeón, Campos 2003, Peso abierto y lucha de sumisión
- Campeón, Arnold Gracie 2004, División Pro
- Campeón, Arnold Gracie 2005, División Pro
- Campeón, Mundial 2006, Cinturón Negro
- Campeón, Mundial 2004, Cinturón Negro
- Campeón, Campos Submission Wrestling 3